# Culmont
Culmont és un municipi francès situat al departament de l'Alt Marne i a la regió del Gran Est. L'any 2007 tenia 582 habitants.

## Demografia

### Població
El 2007 la població de fet de Culmont era de 582 persones. Hi havia 276 famílies de les quals 102 eren unipersonals (57 homes vivint sols i 45 dones vivint soles), 97 parelles sense fills, 65 parelles amb fills i 12 famílies monoparentals amb fills.
La població ha evolucionat segons el següent gràfic:
Habitants censats

### Habitatges
El 2007 hi havia 303 habitatges, 274 eren l'habitatge principal de la família, 10 eren segones residències i 19 estaven desocupats. 255 eren cases i 47 eren apartaments. Dels 274 habitatges principals, 209 estaven ocupats pels seus propietaris, 61 estaven llogats i ocupats pels llogaters i 4 estaven cedits a títol gratuït; 10 tenien dues cambres, 49 en tenien tres, 69 en tenien quatre i 146 en tenien cinc o més. 208 habitatges disposaven pel capbaix d'una plaça de pàrquing. A 131 habitatges hi havia un automòbil i a 105 n'hi havia dos o més.

### Piràmide de població
La piràmide de població per edats i sexe el 2009 era:
| Homes | Edats   | Dones |
| ----- | ------- | ----- |
| 0     | 95 o +  | 0     |
| 0     | 90 a 94 | 4     |
| 4     | 85 a 89 | 4     |
| 12    | 80 a 84 | 12    |
| 8     | 75 a 79 | 12    |
| 16    | 70 a 74 | 24    |
| 12    | 65 a 69 | 24    |
| 8     | 60 a 64 | 8     |
| 16    | 55 a 59 | 16    |
| 28    | 50 a 54 | 32    |
| 24    | 45 a 49 | 20    |
| 12    | 40 a 44 | 16    |
| 24    | 35 a 39 | 20    |
| 12    | 30 a 34 | 12    |
| 28    | 25 a 29 | 12    |
| 16    | 20 a 24 | 4     |
| 16    | 15 a 19 | 8     |
| 8     | 10 a 14 | 32    |
| 12    | 5 a 9   | 12    |
| 8     | 0 a 4   | 16    |

## Economia
El 2007 la població en edat de treballar era de 374 persones, 252 eren actives i 122 eren inactives. De les 252 persones actives 237 estaven ocupades (135 homes i 102 dones) i 15 estaven aturades (8 homes i 7 dones). De les 122 persones inactives 64 estaven jubilades, 22 estaven estudiant i 36 estaven classificades com a «altres inactius».

### Ingressos
El 2009 a Culmont hi havia 262 unitats fiscals que integraven 575,5 persones, la mediana anual d'ingressos fiscals per persona era de 17.833 €.

### Activitats econòmiques
Dels 7 establiments que hi havia el 2007, 2 eren d'empreses de construcció, 1 d'una empresa de transport, 1 d'una empresa d'hostatgeria i restauració, 1 d'una empresa de serveis i 2 d'empreses classificades com a «altres activitats de serveis».
L'únic servei als particulars que hi havia el 2009 era un guixaire pintor.
L'any 2000 a Culmont hi havia 12 explotacions agrícoles que ocupaven un total de 348 hectàrees.

## Equipaments sanitaris i escolars
El 2009 hi havia una escola elemental.

## Poblacions més properes
El següent diagrama mostra les poblacions més properes.